# Ők tudják, mi a szerelem (film, 1964)
Az Ők tudják, mi a szerelem 1963-ban készült, 1964-ben bemutatott fekete-fehér magyar televíziós film. A tévéfilm Hubay Milkós azonos című egyfelvonásos színdarabja alapján készült Hector Berlioz zeneszerző önéletrajzában talált története alapján. A rendező Ádám Ottó volt, aki a színdarab ősbemutatóját is rendezte.
Az egy helyszínen játszodó tévéjátékban Hector Berlioz (Sinkovits Imre) a kamaszkori szerelmét, Estellát (Tolnay Klári) látogatja meg és próbálja elnyerni az immár idős özvegyasszony szívét.

## Cselekmény
|  | Alább a cselekmény részletei következnek! |

1864-ben Lyonban Hector Berlioz, a város híres romantikus zeneszerző szülötte hangversenyt ad. A viharos sikerű koncert után az ősz mester szerenádot ad kamaszkori szerelmének, a szívében állócsillagként tündöklő Estellának, majd beállít az élemedett korú asszony házába. Berlioz bevallja az asszonynak, hogy kamaszkora, vagyis 48 éve szereti, és érzelmei a mai napig mit sem halványultak. A nő Charlotte nevű lánya a történet végén szomorúan összegzi: Ők tudják, mi a szerelem.
|  | Itt a vége a cselekmény részletezésének! |

## Szereplők
| Szerep              | Színész         |
| ------------------- | --------------- |
| Hector Berlioz      | Sinkovits Imre  |
| Estella, a nagymama | Tolnay Klári    |
| Charlotte, a lánya  | Ilosvay Katalin |
| Adolphe, a vő       | Pécsi Sándor    |
| Lou Lou, az unoka   | Halász Judit    |
| Szobalány           | Kelemen Éva     |

## Érdekesség
- 1959-ben Ádám Ottó, a Madách Színház rendezője arra kérte a színházban dramaturgként dolgozó Hubay Miklóst, hogy keressen egy könnyed francia egyfelvonásost Tolnay Klári részére. Végül Hubay saját maga írt egy darabot. A darabban Tolnay Klári partnere az akkor 31 éves Sinkovits Imre volt.[4][6]
- A Tolnay–Sinkovits színészpáros az elkövetkező négy évtizedben számos alkalommal eljátszotta a színdarabot, amelyek közül további kettő került televíziós rögzítésre:
  - 1986-ban ismét tévéjátékban – immár színesben – és újra Ádám Ottó rendezésében. További szereplők: Schütz Ila (Charlotte), Haumann Péter (Adolphe), Hűvösvölgyi Ildikó (Lou Lou), Békés Itala (Szobalány).[7]
  - 1998-ban  a Nemzeti Színház (a mai Magyar Színház) színészeivel adták elő a Várszínház Refektóriumában. További szereplők: Hámori Ildikó (Charlotte), Fülöp Zsigmond (Adolphe), Juhász Judit (Lou Lou), Drahota Andrea (Szobalány). Rendezte: Sík Ferenc.[8]